# صناعات تويوتا
شركة صناعات تويوتا (بالإنجليزية: Toyota Industries Corporation)‏، هي صانع آلات ياباني. في الأصل هي شركة لتصنيع أجهزة المنسج الأتوماتيكية، فهي الشركة التي تطورت من خلالها شركة تويوتا للسيارات. وهي أكبر شركة مصنعة في العالم لشاحنات الرافعات الشوكية حسب الإيرادات.

## روابط خارجية
- صناعات تويوتا على موقع IMDb (الإنجليزية)

- موقع الشركة